# San Juan del Flumen
San Juan del Flumen es una localidad perteneciente al municipio de Sariñena, en la provincia de Huesca, comunidad autónoma de Aragón, España. En 2018 contaba con 343 habitantes. La localidad fue fundada en 1968.